# Michel Drieux

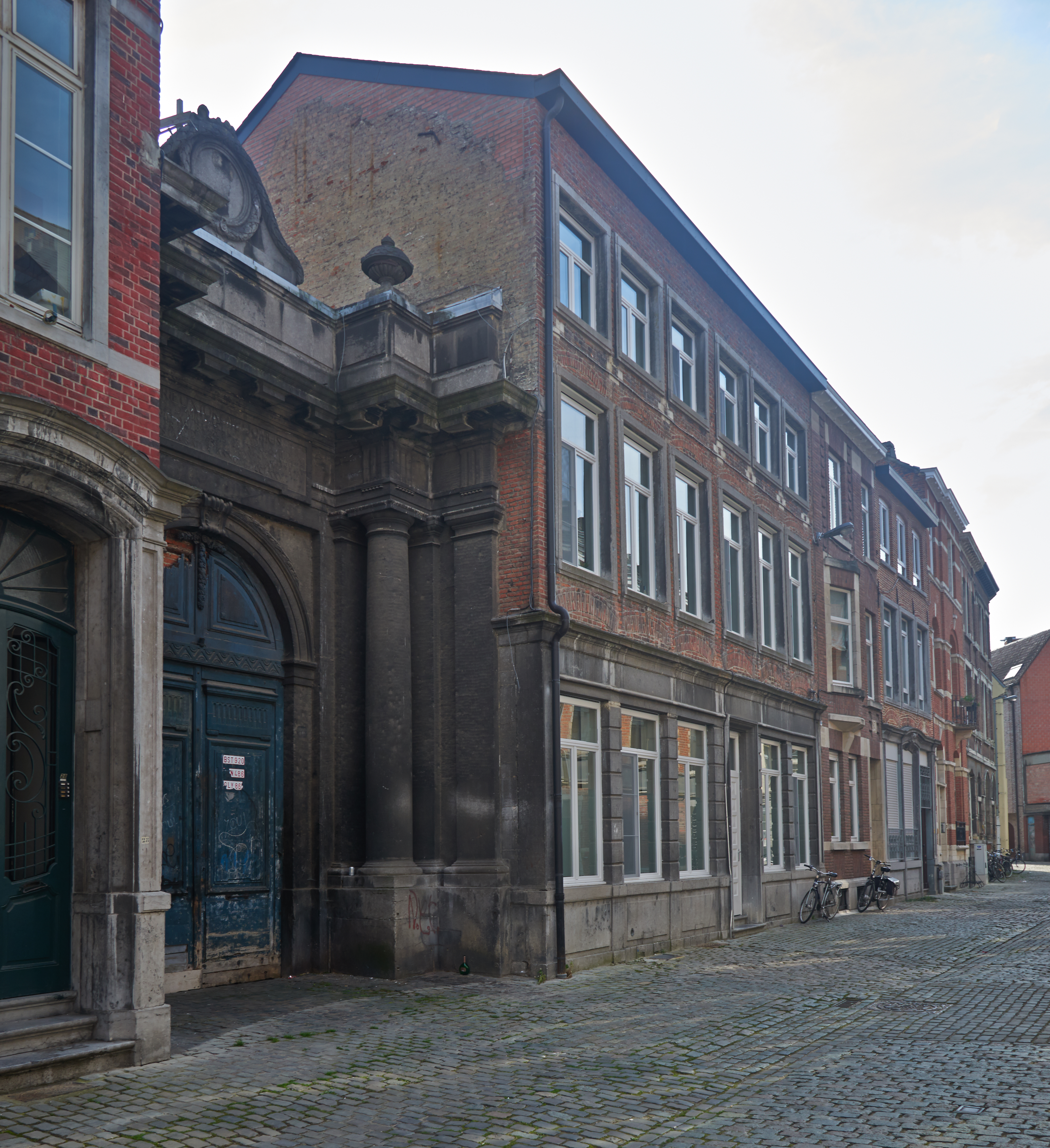
Oude toegangspoort van het Driutiuscollege, in de Schrijnmakersstraat te Leuven. In de tijd van Michel Drieux bestond deze poort niet en was dit de achtertuin van zijn domein.

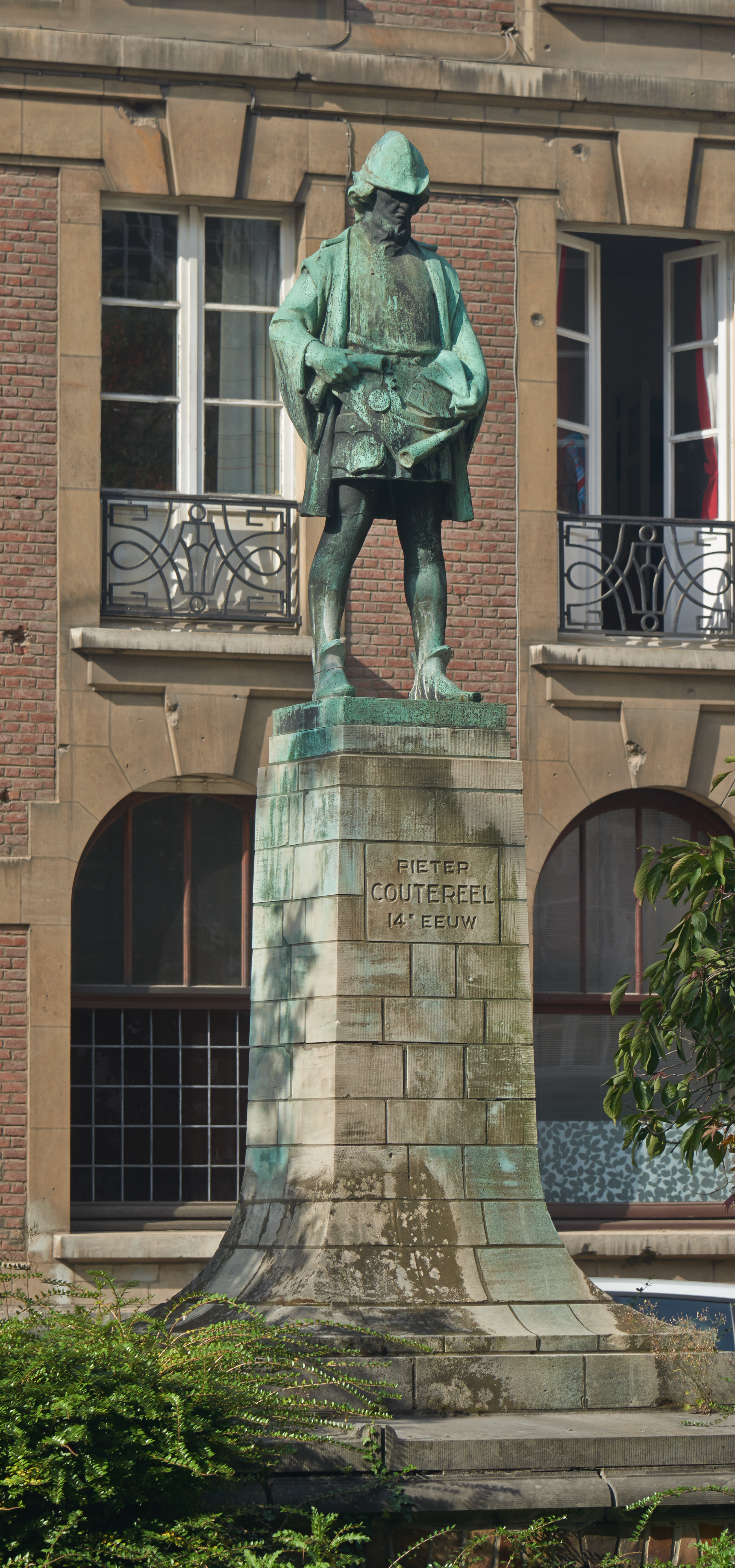
Het Smoldersplein in Leuven was eertijds de tuin van Michel Drieux. Zijn huis stond op een hoek van het plein, tegenaan het Margarethaplein vandaag.

Michel Drieux of gelatiniseerd Michael Driutius (Volkerinkhove, circa 1495 – Leuven, 16 september 1559) was een hoogleraar in de beide rechten, burgerlijk recht en kerkelijk recht gedurende 30 jaren. Hij was ook rector aan de universiteit van Leuven.

## Levensloop
Drieux groeide op in een begoede familie in de streek van Kassel, wat toen in het graafschap Vlaanderen lag. Zijn ouders waren Adrien Drieux en Marie Swartens.  In 1521 behaalde hij het diploma in de artes in Leuven, in het hertogdom Brabant. Hij werd onmiddellijk docent in de Pedagogie De Lelie. Hij studeerde verder tegelijkertijd in de theologie en in de beide rechten aan de Universiteit Leuven. De briljante studies van deze licentiaat vielen zodanig op dat Van der Marck, prins-bisschop van Luik, hem aanstelde als officiaal bij de inquisitie in Luik. Drieux doctoreerde verder in de beide rechten in Leuven.
Nog voor hij de doctorstitel behaalde in de beide rechten (1530), had Drieux al een benoeming tot gewoon hoogleraar in dit vak. Hij maakte snel carrière in het bestuur van de universiteit. In de jaren 1531, 1534 en 1538 werd Drieux verkozen tot rector van de universiteit. Er zijn geen wetenschappelijke publicaties van hem bewaard gebleven. Hij combineerde het rectoraat/kanselierschap met de post van deken van het kapittel van de Sint-Pieterskerk in Leuven. Ondertussen was hij ook grootinquisiteur van Luik geworden.

## Rectorswoning
Het huis van Drieux bevond zich in de Spieringstraat, een straat die thans niet meer bestaat in Leuven. De straat lag ter hoogte van het huidige justitiepaleis. Zijn tuin is wat vandaag het Smoldersplein in Leuven is. Zijn huis stond naast de Koralenhoek en de Koralengang (vandaag Margarethaplein) waar de koorknapen van de Sint-Pieterskerk woonden en Latijnse gezangen oefenden. Drieux stichtte via zijn erfenis het Driutiuscollege in Leuven, naar hem genoemd. Dit college werd rijkelijk voorzien van zijn boekencollectie, die enkel toegankelijk was voor studenten van het Driutiuscollege. Het ging om 31 boeken in de theologie en 47 boeken in kerkelijk recht, een record aantal boeken in die tijd in één collectie. De Leuvense notaris Jean Dufkens voerde zijn testament uit. De studenten die toegelaten werden tot het Driutiuscollege waren in dalende orde van prioriteit:
1° familieleden Drieux
2° afkomstig uit de dorpen Volkerinkhove, Bollezele, Merkegem, Broksele en Lederzele; deze dorpen liggen vandaag in het Noorderdepartement
3° jongens van over het gehele burggraafschap Kassel
4° zij die in de stad Leuven geboren zijn.
Om toegelaten te zijn moesten de jongens bovendien geslaagd zijn in de artes ante medium, dit wil zeggen boven het gemiddelde of bij de beste helft van de klas. Dit gold niet voor de familieleden Drieux (eerste prioriteit).
Zijn neef was Remigius Driutius, bisschop van Leeuwarden en van Brugge. Deze hield zich verder bezig met het Driutiuscollege in Leuven.
- Gemeinsame Normdatei: 1033120014
- International Standard Name Identifier: 0000 0004 0306 9206
- Virtual International Authority File: 298977931
- WorldCat: E39PBJxWPB3XDvm6jmmp8GXWXd